# Herberg for Hjemløse
Herberg for Hjemløse er en dansk stumfilm fra 1914.

## Medvirkende
- Philip Bech – Forstanderen
- Torben Meyer – Journalist
- Franz Skondrup
- Carl Schenstrøm
- Oscar Nielsen